# 압둘 탑소바
압둘 페살 탑소바(프랑스어: Abdoul Fessal Tapsoba, 2001년 8월 23일 ~ )는 부르키나파소의 축구 선수로, 현재 리그 2의 아미앵 SC, 스탕다르 리에주, 부르키나파소 국가대표팀에서 공격수로 활약하고 있다.

## 구단 경력
탑소바는 코트디부아르 리그 1의 ASEC 미모자에서 선수 생활을 시작했다. 2018년 11월 28일, 탑소바는 AS 망가스포트와의 CAF 챔피언스리그 경기에서 클럽에서의 첫 골을 기록했다. 그의 5분 골은 1-0 승리에 충분했다. 2019년 9월, 탑소바는 벨기에의 스탕다르 리에주로 임대되어 주로 리저브 팀에서 뛰었다. 시즌이 끝난 후, 탑소바는 스탕다르 리에주와 영구 계약을 맺었다.
탑소바는 2020년 8월 8일 세르클러 브뤼허와의 경기에서 78분에 막심 레스티엔과 교체되어 출전했고, 스탕다르 리에주는 1-0으로 이겼다.
2023년 2월 3일, 탑소바는 몰도바의 셰리프 티라스폴로 임대되었고, 매입 옵션이 있다.
2023년 7월 7일, 아미앵 SC는 탑소바의 한 시즌 임대 계약을 발표했다.

## 국가대표팀 경력
2021년 3월 29일 남수단과의 2021년 아프리카 네이션스컵 예선 경기에서 부르키나파소 축구 국가대표팀 데뷔 전을 치렀다.
탑소바는 카메룬과의 2021년 아프리카 네이션스컵 경기에서 3위로 출전했다.